# Kiambururu Sub-Location
Kiambururu Sub-Location är en division i Kenya. Den ligger i den sydvästra delen av landet, 26 km norr om huvudstaden Nairobi.